# 半田市立乙川東小学校
半田市立乙川東小学校（はんだしりつ おっかわひがししょうがっこう）は、愛知県半田市花田町3丁目にある公立小学校。

## 概要
- 高砂町、中億田町、東億田町、大池町、七本木町、小神町、向山町、祢宜町、大松町、中午町、平地町、花田町、前田町、新居町が校区であり、公立中学校の進学先は半田市立乙川中学校である[1]。

## 沿革
乙川東小学校の開校は1960年（昭和35年）であるが、前身となったのは半田市平地国民学校である。平地国民学校は中島飛行機半田製作所の都市計画により、中島飛行機半田製作所の従業員の子弟のために設置されたが、約2年で廃校。その後、乙川東小学校が同じ場所で開校している。
- 1945年（昭和20年） - 半田市立平地国民学校が開校。
- 1947年（昭和22年）4月 - 平地国民学校は半田市立乙川国民学校に統合され廃校。同時に半田市立乙川国民学校は半田市立乙川小学校に改称する。旧・平地国民学校の校舎は半田市立乙川中学校校舎に転用される[2]。
- 1957年（昭和32年）10月 - 乙川中学校が現在地（大池町）に校舎を新築し、移転する。
- 1959年（昭和34年） - 旧・乙川中学校跡地（旧・平地国民学校跡地）に乙川小学校分校を設置。
- 1960年（昭和35年） - 乙川小学校から分離し、半田市立乙川東小学校として開校。
- 2019年（令和元年）11月 - 開校60周年記念式典を行う。

## 交通アクセス
- JR東海武豊線亀崎駅下車、徒歩約20分。
- 知多バス半田北部線「乙川東小学校西」バス停より徒歩約5分。

## 周辺施設
- 半田市立乙川中学校
- 半田市立乙川小学校
- 半田市立平地保育園
- 半田市立乙川幼稚園
- 乙川公園
- 半田平地郵便局
- 半田乙川郵便局
- 半田信用金庫新居支店
- 市杵嶋神社